# Tranemo IF
Tranemo IF är en idrottsklubb från Tranemo i södra Västergötland som grundades 1925. Klubben har sektioner inom fotboll och skidåkning. Klubben spelade en säsong i Sveriges näst högsta division i fotboll 1957/58, med den före detta Elfsborgsprofilen Rune Persson som spelande tränare.